# Desislava Dimitrova
Desislava Dimitrova est une athlète bulgare, d'un mètre 60 pour 50 kg, qui a notamment participé aux championnats du monde d'athlétisme 1993, à l’épreuve de relais 4 × 100 mètres.